# Wafertest
Der Wafer-Test ist eine Funktionsprüfung im Fertigungsablauf der Halbleitertechnik bei der Produktion von Halbleiterbauteilen wie integrierten Schaltungen.

## Beschreibung

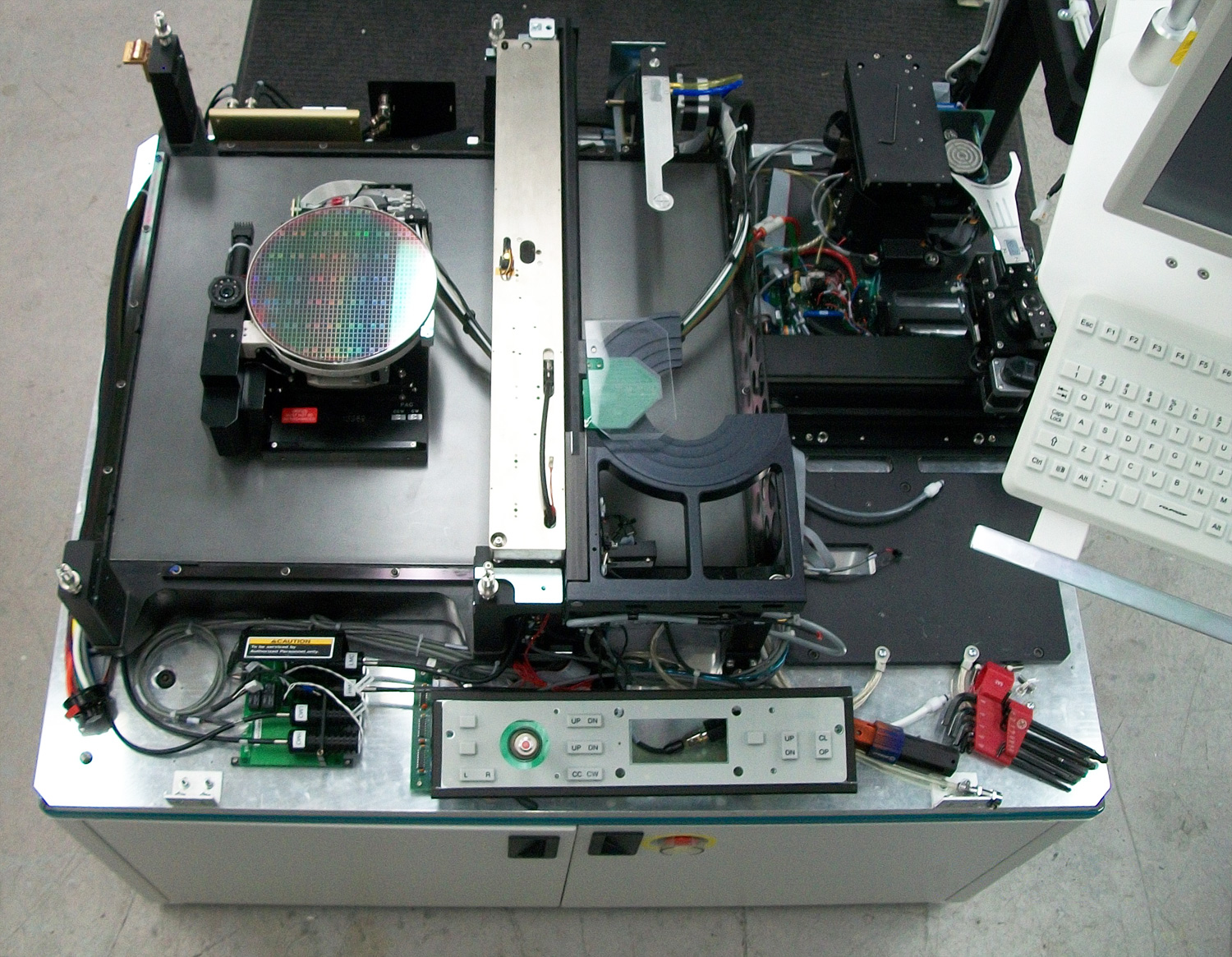
Offener Prober

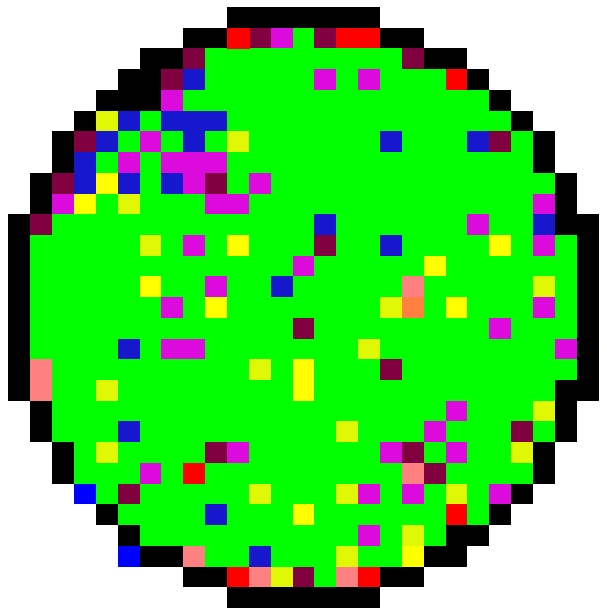
Beispiel für eine Wafer-Map

Der Wafer-Test wird an einem noch nicht zerteilten Wafer durchgeführt, um fehlerhafte Schaltungen frühzeitig zu erkennen. Dafür wird der Wafer in ein Testgerät, den Wafer-Prober, eingelegt, in dem Kontaktnadeln eine Verbindung zu den Test-Pads der einzelnen Schaltung herstellen. Fehlerhafte Schaltungen werden klassifiziert und je nach Fehlergrund durch Zahlen repräsentiert (Binning) Die fehlerhaften Schaltungen werden auf einer Wafermap farblich markiert (vgl. Abb.) und nach dem Trennen des Wafers aussortiert.
Die Schwierigkeit beim Wafertest ist das Kontaktieren der Schaltungen mit kleinen Kontakten in Nadelform. Dafür benötigt das automatische Testsystem (Automatic Test Equipment) viele Kontaktnadeln, die auf einer Nadelkarte angeordnet sind.
Um dies zu realisieren, können feine Starrnadeladapter eingesetzt werden, bei welchen die Starrnadeln von der gewünschten Kontaktierposition auf einen Federstift ausgelenkt werden, welcher dann das Messsignal an die Elektronik weiterleitet. Mit den heutigen Starrnadeladaptern können 60 bis 70 µm große Testflächen mit einem Abstand von 150 µm = 0,15 mm kontaktiert werden. Werden die Federstifte in einem 0,6-mm-Raster angeordnet, können so 280 Testpunkte auf einem Quadratzentimeter kontaktiert werden.
Ein neuer Trend ist das Ersetzen der Kontaktnadeln durch miniaturisierte Federn (engl.: micro springs) oder MEMS, also durch Fotolithografie-Verfahren, Dünnschichtverfahren und Ätzen hergestellte Strukturen. Damit sind Kontaktabstände von unter 40 µm möglich. Bausteine mit mehreren Mikro-Federn können ähnlich wie integrierte Schaltkreise auf einer Grundplatte montiert werden.